# デジタル認証アプリ
デジタル認証アプリ（デジタルにんしょうアプリ）とは、デジタル庁が提供する、官民の各種サービスにおける「本人確認」部分を請け負うスマートフォン向けアプリケーションソフトウェア。本人確認が必要なサービスに関して、マイナンバーカードによる認証やJ-LIS（地方公共団体情報システム機構）への有効性確認部分を本認証アプリへ委ねることによって、サービス事業者はコア業務の提供に専念でき、開発負荷の軽減を図るもの。
また、2023年時点では民間サービス分野ではほとんど利用されていなかった、利用者証明用電子証明書を用いた本人確認を普及・浸透させる目的を持つ。

## 特徴
デジタル認証アプリは、他のアプリ・サービスから呼び出される形で利用する。デジタル認証アプリ単体での利用は想定されていない。本認証アプリは、原則として利用者証明用電子証明書を用いた本人確認を実施するもの。既に民間で多数開発し実用化されている署名用電子証明書を用いた公的個人認証サービスには、民間サービス分野では対応しない（公共サービス分野での公的個人認証は可能）。
認証情報の要求／応答には業界標準技術であるOpenID ConnectとOAuth 2.0を用いる。
本認証アプリは、将来的にマイナポータルアプリとの統合を予定している。

## 経緯
デジタル認証アプリは、2023年3月22日に「認証スーパーアプリ」としてその構想が報じられ、同年3月30日、浅沼尚デジタル監のデジタル庁四半期活動報告会見で正式に発表された。その後、同年6月9日閣議決定の2023年版「デジタル社会の実現に向けた重点計画」に、アプリの開発が明記された。アプリは2024年4月にサービス開始の予定であったが、後掲のプライバシーリスク懸念により導入が一時延期された。

### プライバシーリスクの懸念と解消策
本認証アプリの展開は個人の各種サービスの利用（認証）情報がデジタル庁のシステムへ集約されることでもあり、プライバシーリスクを懸念する意見もある。デジタル庁は、システムに持つのは「電子証明書発行番号、事業者別リンクコード、認証状況」であり「氏名、住所、生年月日、性別」といった個人情報は持たないため問題はないとの見解を示している。また、2024年6月のアプリリリース時には、認証した結果情報は1時間以内に削除する旨も示された。本認証アプリは本人確認機能に限定しており、呼び出し元のサービスIDとのひも付けは行なわない。

### 政令改正とアプリリリース
デジタル庁は本認証アプリの導入のため、2024年1月26日から2月29日の期間に政令改正のパブリックコメントを募集した。政令改正は3月に施行予定であったが、上掲のプライバシーリスク懸念から施行を見合わせた。6月12日、政令改正が公布・施行され、6月24日にデジタル認証アプリがリリースされた。
リリースから3ヶ月後、2024年9月24日時点で、デジタル認証アプリに関し200以上のサービス事業者から問い合せがあり、50超のサービスが利用申込を行なった。

## デジタル認証アプリの利用

### 公共サービス
横浜市「パマトコ」、東かがわ市公式アプリ、愛知県一宮市「イチ・デジ」などで利用可能。

### 民間サービス
三菱UFJ銀行「スマート口座開設」、チケミー、近畿大学、playground「MOALA」などで利用可能。

### 汎用プラットフォーム
サイバートラスト、TIS、施設予約システム「PORTAL X」、トヨクモ等が、デジタル認証アプリの利用を前提とした汎用プラットフォームを提供している。

## システム障害
- 2024年6月27日、13:40頃から翌28日3:19頃まで、デジタル認証アプリが利用できない状況となった[36][37]。